# فرانتس کافکا
فرانتس کافکا (به آلمانی: Franz Kafka)؛ ۳ ژوئیهٔ ۱۸۸۳ – ۳ ژوئن ۱۹۲۴) نویسنده یهودی چکی-اتریشی و یکی از بزرگ‌ترین نویسندگان آلمانی‌زبان در سده ۲۰ میلادی بود. آثار کافکا در زمرهٔ تأثیرگذارترین آثار در ادبیات غرب قرار دارند.
فرانتس کافکا به دوست نزدیک خود ماکس برود وصیت کرده بود که همه آثار او را نخوانده، بسوزاند. ماکس برود از این دستور وصیت‌نامه سرپیچی کرد و بیشتر آثار کافکا را منتشر کرد و با این کار، دوست خود را به شهرت جهانی رساند. پُرآوازه‌ترین آثار کافکا، رمان کوتاه مسخ و رمان‌های محاکمه، آمریکا و رمان ناتمام قصر هستند. اصطلاحاً به فضاهای داستانی که موقعیت‌های پیش‌پاافتاده را به شکلی نامعقول و فراواقع‌گرایانه توصیف می‌کنند (فضاهایی که در داستان‌های فرانتس کافکا زیاد جلوه می‌کنند) کافکایی می‌گویند.

## آغاز زندگی
کافکا در یک خانوادهٔ آلمانی‌زبان یهودی در پراگ زاده شد. در آن زمان پراگ مرکز منطقه بوهِم بود. این منطقه، یکی از سرزمین‌های متعلق به امپراتوری اتریش-مجارستان بود. او بزرگ‌ترین فرزند خانواده بود و دو برادر و سه خواهر کوچک‌تر از خود داشت. هر دو برادر پیش از شش سالگی فرانتس مُردند و سه خواهر او بعدها در جریان جنگ جهانی دوم در اردوگاه‌های مرگ نازی‌ها جان باختند.
پدرش بازرگان یهودی و مادرش زنی متعصب بود. رفتار مستبدانه و جاه‌طلبانهٔ پدر، چنان محیط ترسناکی در خانواده به وجود آورده بود که چشم‌انداز کودکی کافکا را سایه‌ای مملو از ترس احاطه کرده بود. به گونه‌ای که تصویر این کابوس هرگز در سراسر زندگی او فراموش نشد. شاید همین نفرت از زندگی در کنار پدر سنگدل موجب شد تا کافکای نوجوان ابتدا به مذهب پناه ببرد.
کافکا زبان آلمانی را به عنوان زبان مادری آموخت. اما زبان چکی را نیز کم‌وبیش و بدون نقص صحبت می‌کرد. همچنین با زبان و فرهنگ فرانسه نیز آشنایی داشت. یکی از رمان‌نویسان محبوب او گوستاو فلوبر بود. آموزش یهودی او، به انجام جشن تکلیف در سیزده سالگی و چهار بار در سال به کنیسه رفتن به‌همراه پدرش محدود بود.

## تحصیل
کافکا در سال ۱۹۰۱ دیپلم گرفت. سپس در دانشگاه کارل (دانشگاه آلمانی چارلز-فردیناند در پراگ) به یادگیری شیمی پرداخت. ولی پس از دو هفته، رشتهٔ تحصیلی خود را به حقوق تغییر داد. انتخاب این رشته آیندهٔ روشن‌تری پیش پای او می‌گذاشت که از یک سو سبب خشنودی پدرش و از سویی دیگر امکان دورهٔ تحصیل طولانی‌تر آن به کافکا فرصت شرکت در کلاس‌های ادبیات آلمانی و هنر را می‌داد. کافکا در پایان سال نخست تحصیل در دانشگاه با ماکس برود و فلیکس ولچ روزنامه‌نگار که او نیز در رشته حقوق تحصیل می‌کرد، آشنا شد. این دو، تا پایان عمرِ کافکا از نزدیک‌ترین دوستان او بودند.

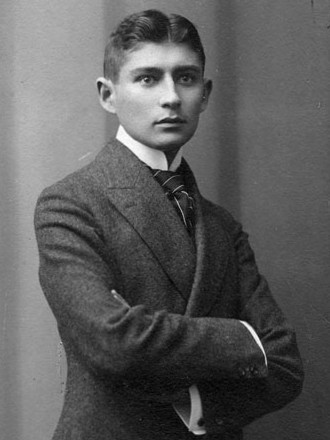
کافکا در سال ۱۹۰۶

کافکا در ۱۸ ژوئن ۱۹۰۶ با مدرک دکترای حقوق فارغ‌التحصیل و به مدت یک سال در دادگاه‌های شهری و جنایی به عنوان کارمند دفتری، خدمتِ سربازی بدون حقوق خود را به انجام رسانید.

## کار
کافکا در ۱ نوامبر ۱۹۰۷ به استخدام یک شرکت بیمه ایتالیایی به نام آسیکوراتسیونی جنرالی (Assicurazioni Generali) درآمد و حدود یک سال در آنجا کار کرد. از نامه‌های او در این مدت برمی‌آید که از برنامهٔ ساعات کاری شش صبح تا هشت شب ناراضی بوده؛ چون نوشتن را برایش سخت می‌کرده‌است. او در ۱۵ ژوئیه ۱۹۰۸ استعفاء داد و دو هفته بعد، کار مناسب‌تری در مؤسسهٔ بیمهٔ حوادث کارگری پادشاهی بوهم پیدا کرد. او اغلب از کار خود به عنوان «کاری برای نان درآوردن» و پرداخت مخارجش یاد کرده‌است. با این وجود، او هیچ‌گاه کار خود را سرسری نگرفت و ترفیع‌های پی‌درپی نشان از پرکاری او دارد. به ادعای پیتر دراکر، استاد مدیریت، در همین دوره کافکا کلاه ایمنی را اختراع کرد و به دلیل کاهش تلفات جانی کارگران در صنایع آهن بوهم و رساندن آن به ۲۵ نفر در هر هزار نفر، یک مدال افتخار دریافت کرد.
همچنین وظیفهٔ تهیهٔ گزارش سالیانه نیز به او واگذار شد. گفته می‌شود او چنان از نتیجهٔ کار خود راضی بود که نسخه‌هایی از گزارش را برای خانواده و اقوامش فرستاد. هم‌زمان کافکا به همراه دوستان نزدیک خود ماکس برود و فلیکس ولش که سه نفری دایرهٔ صمیمی پراگ را تشکیل می‌دادند فعالیت‌های ادبی خود را نیز ادامه می‌داد.
کافکا از ۱۹۱۰ تا پایان عمر به نوشتن یادداشت‌های خصوصی پرداخت که اثری در شناخت شخصیت و زندگی او به‌شمار می‌آیند. فرانتس کافکا در این یادداشت‌ها از ترس از بیماری، تنهایی، شوق فراوان به ازدواج و همزمان هراس از آن، کینهٔ به پدر و مادر، و احساس‌های گوناگون خویش نوشت.

## روابط اجتماعی
در سال ۱۹۱۱ کارل هرمان همسر خواهرش اِلی، به کافکا پیشنهاد همکاری برای راه‌اندازی کارخانهٔ پنبهٔ نسوز پراگ، هرمان و شرکا را داد. کافکا در ابتدا تمایل نشان داد و بیشتر وقت آزاد خود را صرف این کار کرد. او در این دوره با وجود مخالفت‌های دوستان نزدیک از جمله ماکس برود به فعالیت‌های نمایشی تئاتر ییدیش هم علاقه‌مند شد و در این زمینه نیز کارهایی انجام داد.
کافکا در سال ۱۹۱۲ در خانهٔ ماکس برود با فلیسه بوئر که در برلین نمایندهٔ یک شرکت ساخت دیکتافون بود آشنا شد. در پنج سال پس از آن، آنها نامه‌های بسیاری برای هم نوشتند. کافکا اغلب خنده‌رو و اجتماعی بود. اما در زندگی شخصی و روابط عاطفی زیاد موفق نبود. به‌طوریکه پس از دو بار نامزدی با فلیسه، در سال ۱۹۱۷ رابطه آنها به پایان رسید. رابطه بعدی کافکا با دختری به نام دورا دایامنت بود. کافکا و دورا ریشه‌های یهودی داشتند و طرفدار سوسیالیسم بودند؛ بنابراین خیلی زود تصمیم گرفتند که رابطه نزدیکتری با هم ایجاد کنند و در برلین با یکدیگر هم‌خانه شدند.
کافکا در اوائل دهه ۱۹۲۰ (میلادی) روابط نزدیکی با میلنا یزنسکا نویسنده و روزنامه‌نگار پیدا کرد. در سال ۱۹۲۳ برای فاصله گرفتن از خانواده و تمرکز بیشتر برنوشتن، مدت کوتاهی به برلین کوچ کرد. او در آنجا با دوریا دیامانت یک معلم ۲۵ سالهٔ کودکستان و فرزند یک خانوادهٔ یهودی سنتی (که آن قدر مستقل بود که گذشته‌اش در گتو را به فراموشی بسپارد) زندگی کرد. دوریا معشوقه کافکا شد و توجه و علاقهٔ او را به تلمود جلب کرد.

## بیماری و مرگ
کافکا در سال ۱۹۱۷ دچار بیماری سل شد و ناچار شد چندین بار در دورهٔ نقاهت به استراحت بپردازد. در طی این دوره‌ها خانواده او به ویژه خواهرش اُتا مخارج او را می‌پرداختند. در این دوره، با وجود ترس کافکا از این که چه از لحاظ بدنی و چه از لحاظ روحی برای مردم نفرت‌انگیز باشد، بیشتر مردم از ظاهر پسرانه، منظم و جدی، رفتار خونسرد و خشک و هوش نمایان او خوششان می‌آمد.

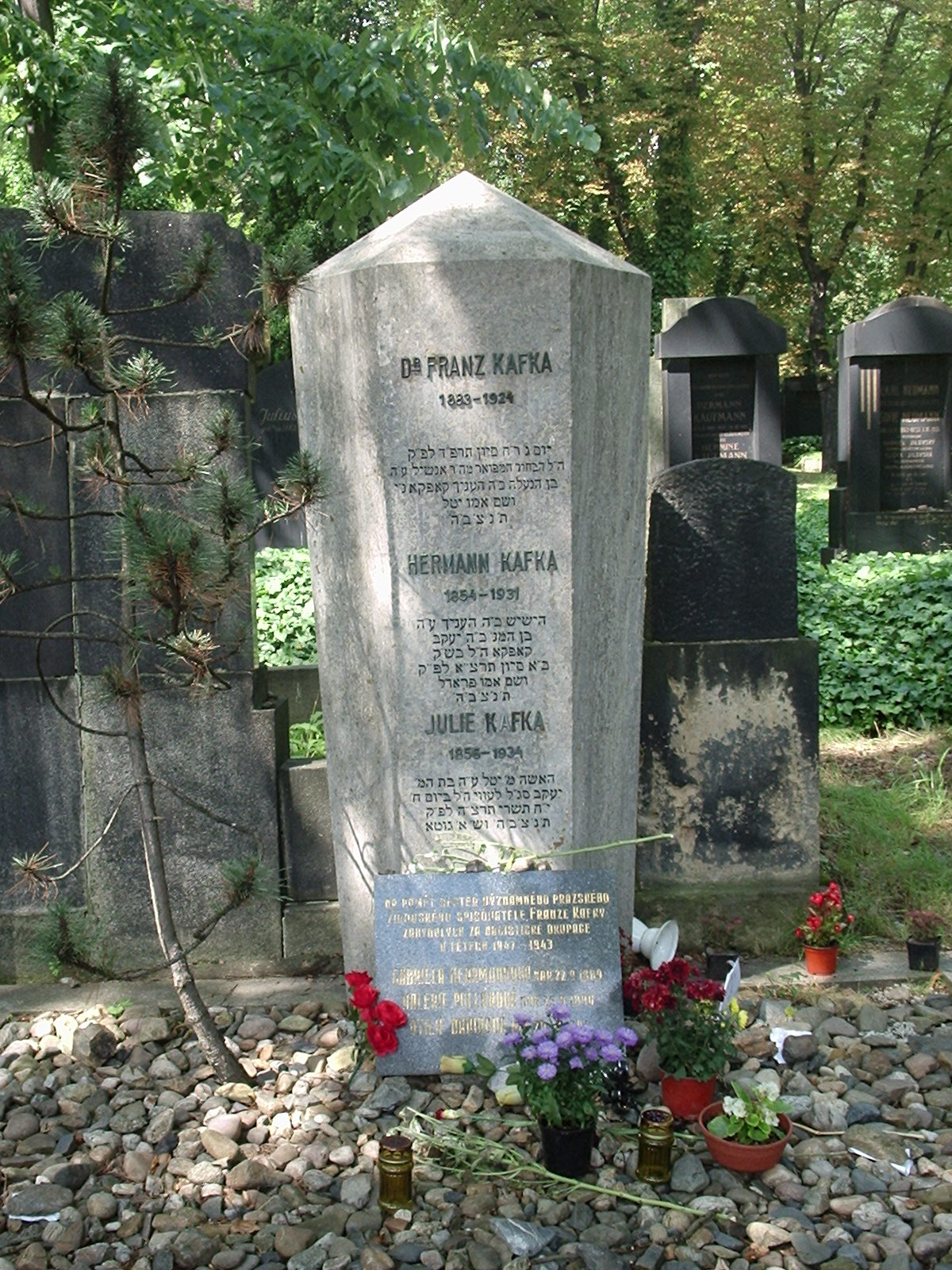
آرامگاه کافکا در گورستان ژیژکوف پراگ

باور بر این است که کافکا در سراسر زندگی خود از افسردگی حاد و اضطراب رنج می‌برده‌است. او همچنین دچار میگرن، بی‌خوابی، یبوست، جوش صورت، و مشکلات دیگری بود که عموماً عوارض فشار عصبی و نگرانی هستند. کافکا تلاش می‌کرد همهٔ این‌ها را با رژیم غذایی طبیعی، مانند گیاه‌خواری و خوردن مقادیر زیادی شیر پاستوریزه‌نشده (که به احتمال زیاد سبب بیماری سل او شد) برطرف کند. به هر حال بیماری سل کافکا شدت گرفت و او به پراگ بازگشت. سپس برای درمان به استراحتگاهی در وین رفت و در ۳ ژوئن ۱۹۲۴ در همان‌جا درگذشت. وضعیت گلوی کافکا طوری شد که غذا خوردن آن قدر برایش دردناک بود که نمی‌توانست چیزی بخورد و چون در آن زمان تغذیه وریدی هنوز رواج پیدا نکرده بود راهی برای خوردن نداشت؛ بنابراین بر اثر گرسنگی جان خود را از دست داد. بدن او را به پراگ برگرداندند و در ۱۱ ژوئن ۱۹۲۴ در گورستان یهودی‌ها در ژیژکوف پراگ به خاک سپردند.

## عقاید و دیدگاه دینی
کافکا در بیشتر زندگی خود، بی‌طرفی خود را در مورد ادیان رسمی حفظ کرد. او در بزرگسالی خود را یک خداناباور شناساند. او با این که هیچ‌وقت شخصیت‌های داستان‌های خود را یهودی تصویر نکرد، هرگز تلاش نکرد ریشهٔ یهودی خود را پنهان کند. او از لحاظ فکری به مکتب یهودیت حسیدی در یهودیت علاقه‌مند بود که برای تجارب روحانی و صوفیانه ارزش زیادی قائل است. کافکا در ده سال پایانی عمر خود حتی به زندگی در اسرائیل ابراز تمایل کرد. تناقضات اخلاقی و آیینی موجود در داستان‌های داوری، آتش‌انداز، هنرمند گرسنگی، و پزشک دهکده همه نشانه‌هایی از علاقهٔ کافکا به آموزه‌های خاخام‌ها و تناسب آنها با قوانین و قضاوت در خود دارند. از طرف دیگر سبک وسواسی طنزآمیز راوی مجادله‌جوی «ژوزفین آوازه‌خوان»، سنت شعارگونهٔ موعظه‌های خاخام‌ها را نمایان می‌کند.
روزنامه نیویورک تایمز در ۱۶ اوت ۲۰۰۸ نامه‌ای از دورا دایامنت آخرین معشوقه کافکا به ماکس برود را منتشر کرد که در آن وی مدعی شده بود کافکا همیشه می‌خواست به اسرائیل مهاجرت کند.
داستان نوشته‌های گمشده کافکا به‌طور گسترده در مطبوعات و رسانه‌ها منعکس شده و به دنبال آن آرشیو ادبی آلمان که صاحب مجموعه‌ای از نامه‌های کافکا است، خواستار انتقال این اسناد از اسرائیل به آلمان شد. اما کتابخانه ملی اسرائیل گفته که هیچ سند مهمی که مربوط به تاریخ مردم یهود باشد، از اسرائیل خارج نخواهد شد.

## انتشار نوشته‌ها

### چاپ نوشته‌ها پس از مرگ
کافکا در طول زندگی خود، تنها چند داستان کوتاه منتشر کرد که بخش کوچکی از کارهای او را تشکیل می‌دادند و هیچ‌گاه هیچ‌یک از رمان‌هایش به پایان نرسید (به جز شاید مسخ که برخی آن را یک داستان بلند می‌دانند). نوشته‌های او تا پیش از مرگ چندان توجهی به خود جلب نکردند. کافکا به دوستش ماکس برود گفته بود که پس از مرگ همهٔ نوشته‌هایش را نابود کند. دوریا دیامانت معشوقهٔ او با پنهان کردن نزدیک ۲۰ دفترچه و ۳۵ نامهٔ کافکا تا اندازه‌ای به وصیت کافکا عمل کرد. تا هنگامی که در سال ۱۹۳۳ گشتاپو آنها را ضبط کرد. برود برخلاف وصیت کافکا عمل کرد و نوشته فرانتس کافکا را پیش خود نگه داشت. در سال ۱۹۳۹ به دنبال اشغال چکسلواکی به دست نازی‌ها ماکس برود پراگ را ترک کرد و نوشته‌های کافکا را در یک چمدان با خود به تل‌آویو برد. او بعدها همهٔ کارهای کافکا را منتشر کرد. نوشته‌های کافکا خیلی زود توجه مردم و تحسین منتقدان را برانگیختند.

### دادخواست حقوقی
ماکس برود در وصیت‌نامه خود، یادداشت‌های فرانتس کافکا را به منشی خود، استر هوف واگذار کرده و از او خواسته بود آنها را به کتابخانه ملی اسرائیل بدهد. اما استر هوف، از این کار خودداری کرد و در سال ۱۹۸۸ نسخه دست‌نویس محاکمه را به قیمت ۲ میلیون دلار آمریکا فروخت. او بخشی از یادداشت‌ها را در آپارتمان خود در تل‌آویو و بخشی دیگر را در چند گاوصندوق در بانک‌های اسرائیل و سوئیس پنهان کرد. پس از مرگ استر هوف در سال ۲۰۰۷ کتابخانه ملی اسرائیل از دختران او خواست به وصیت مکس برود احترام بگذارند و باقی یادداشت‌ها را به این کتابخانه بدهند. اما آنها این خواسته را نپذیرفتند. در سال ۲۰۰۸ کتابخانه ملی اسرائیل، دادخواست حقوقی را برای گرفتن این یادداشت‌ها آغاز کرد. در پایان، دادگاه عالی اسرائیل به نفع کتابخانه ملی این کشور رای داد و جستجو برای یافتن این نوشته‌ها آغاز شد. با جستجوی نوشته‌ها در خانه استرهوف و آرشیو ادبی آلمان و بانک یوبی‌اس، این نوشته‌ها پیدا شدند؛ بنابراین در اوت ۲۰۱۹ همه نوشته‌های فرانتس کافکا در کتابخانه ملی اسرائیل گردآوری شدند.

## نویسندگی

### سبک نوشتاری
کافکا که در پراگ به دنیا آمده بود زبان چکی را خوب می‌دانست. ولی برای نوشتن زبان آلمانی پراگ (گویش مورد استفادهٔ اقلیت‌های آلمانی یهودی و مسیحی در پایتخت بوهم) را انتخاب کرد. به نظر کافکا آلمانی پراگ حقیقی‌تر از زبان آلمانی رایج در آلمان بود و او توانست در کارهای خود به گونه‌ای از آن بهره بگیرد که پیش و پس از او کسی نتوانست.
با نوشتن به آلمانی، کافکا توانست جمله‌های بلند و تودرتویی بنویسد که سراسر صفحه را اشغال می‌کردند. جملات کافکا بیشتر، پیش از نقطهٔ پایانی، ضربه‌ای برای خواننده در چنته دارند. ضربه‌ای که مفهوم و منظور جمله را تکمیل می‌کند. خواننده در واژهٔ پیش از نقطهٔ پایان جمله، در می‌یابد که چه اتفاقی برای گرگور سامسا افتاده‌است.
مشکل دیگر پیش روی برگرداننده‌ها استفادهٔ عمدی نویسنده از واژه‌ها یا گزاره‌های ابهام‌آمیزی است که می‌توانند معانی مختلفی داشته باشند. نمونه آن، واژهٔ فرکیر (Verkehr) در جملهٔ آخر داستان داوری است. این جمله را می‌توان این‌طور برگردان کرد: «و در این لحظه، جریان بی‌پایان خودروها از بالای پل می‌گذشتند.» ولی کافکا به دوستش ماکس برود گفته بود که هنگام نگارش این جمله به «انزال ناگهانی» فکر می‌کرده‌است. در حالی که برگردان رایج برای فرکیر همان ترافیک است.

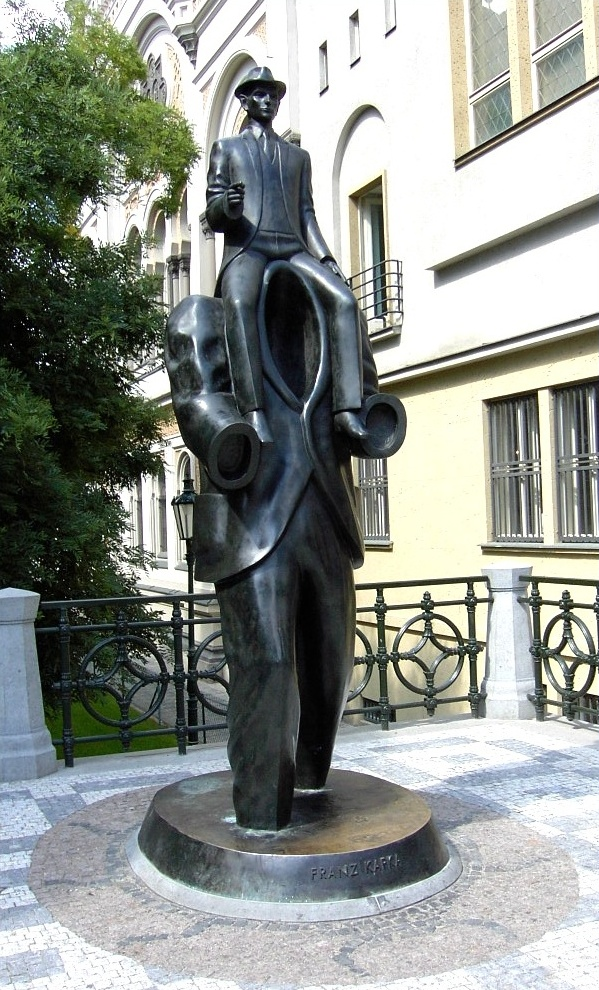
مجسمهٔ برنزی کافکا در پراگ

### تفسیر نقادانه
بسیاری از منتقدان تلاش کرده‌اند با تفسیر آثار کافکا در چارچوب مکاتب ادبی از جمله نوگرایی و واقع‌گرایی جادویی مفاهیم عمیق‌تری از آنها استخراج کنند. ناامیدی و پوچی حاکم بر فضای داستان‌های کافکا نمادی از اگزیستانسیالیسم شمرده می‌شود. برخی دیگر به سخره گرفتن دیوان‌سالاری در داستان‌هایی مانند گروه محکومان، محاکمه، و قصر را نشانه‌ای از تمایل به مارکسیسم می‌دانند. در حالی که برخی دیگر، علت مخالفت کافکا با دیوان‌سالاری را آنارشیسم می‌دانند. دیگرانی نیز هستند که کارهای او را از دریچهٔ یهودیت (بورخس یادداشت‌هایی در این زمینه دارد) یا فرویدیسم (به دلیل مشاجرات خانوادگی کافکا) یا تمثیل‌هایی از جستجوی متافیزیکی به دنبال خدا (یکی از معتقدان این نظریه توماس مان بود) می‌بینند.
درونمایه بیگانگی و زجر کشیدن بارها و بارها در آثار مختلف ظاهر می‌شود و با تأکید بر این کیفیت، پژوهشگرانی مانند ژیل دلوز و فلیکس گاتاری است که عقیده دارند کافکا بیش از نویسنده تنهایی است که از سر رنج می‌نویسد و کارهای او سنجیده‌تر و شادتر از چیزی هستند که به نظر می‌رسند.
گذشته از این، با خواندن یکی از کارهای کافکا به صورت مجزا (با تمرکز بر بیهودگی تقلای شخصیت‌ها و بدون توجه به زندگی خود نویسنده) است که طنز کافکا مشخص می‌شود. کارهای کافکا از این دیدگاه، ربطی به مشکلات زندگی او ندارند و نمایانگر ساختگی‌بودن مشکلات آدم‌ها هستند.
زندگی‌نامه‌نویسان گفته‌اند که خیلی پیش می‌آمده که کافکا بخش‌هایی از کتاب‌هایی که رویشان کار می‌کرده را برای دوستان نزدیکش می‌خوانده و در این خوانش‌ها همیشه بر جنبهٔ طنزآمیز نثر متمرکز بوده‌است. میلان کوندرا طنز کافکا را در اساس فراواقع گرایانه و الهام‌بخش هنرمندانی جون فدریکو فلینی، گابریل گارسیا مارکز، کارلوس فوئنتس و سلمان رشدی می‌داند. مارکز می‌گوید با خواندن مسخ کافکا بود که فهمید «می‌توان جور دیگری نوشت».

## تاریخ انتشار
خوانندگان آثار کافکا هنگام انتخاب کتاب برای خواندن باید به تاریخ انتشار کتاب‌های او (چه ویرایش‌های آلمانی و چه ویرایش‌های برگردان شده) توجه داشته باشند. کافکا پیش از آماده‌سازی (و در برخی موارد حتی به پایان رساندن) برخی از نوشته‌هایش برای انتشار از جهان رفت؛ بنابراین رمان‌های قصر (که وسط یک جمله تمام می‌شود و در مورد تعلق داشتن یا نداشتن قسمت‌هایی از متن به اثر ابهام وجود دارد)، محاکمه (که فصول آن شماره ندارند و بعضی از آنها ناتمام مانده‌اند) و آمریکا (کافکا نام مردی که ناپدید شد را برای آن انتخاب کرده بود) همه توسط ماکس برود آماده و چاپ شدند. به نظر می‌رسد برود هنگام کار روی دست‌نوشته‌ها اجازهٔ دخل و تصرف‌هایی را به خود داده‌است (جابه‌جا کردن فصل‌ها، تغییر زبان آلمانی و تصحیح نقطه‌گذاری). بنابراین متن اصلی آلمانی که چاپ نشد، تغییر داده شده‌است. نسخه‌های ویرایش شده توسط برود اغلب ویرایش نهایی (Definitive Edition) نام‌گذاری می‌شود.
پس از پایان جنگ جهانی دوم مالکوم پیسلی توانست بیشتر دست‌نوشته‌های کافکا را گردآوری کند و در سال ۱۹۶۱ در اختیار کتابخانه بادلین دانشگاه آکسفورد قرار دهد. متن محاکمه نیز بعدها در مزایده خریداری شد و در اختیار بایگانی ادبی آلمان قرار گرفت.
مالکوم پیسلی، گروهی را برای بازسازی رمان‌های آلمانی تشکیل داد و ناشر آلمانی اس فیشر فرلاگ آنها را دوباره چاپ کرد. خود پیسلی بر انتشار قصر و محاکمه (چاپ هر دو در ۱۹۸۲) و یکی از همکارانش بر انتشار آمریکا (چاپ ۱۹۸۳) نظارت کردند. این ویرایش‌ها، بیشتر، ویرایش منتقدان (Critical Edition) یا ویرایش فیشر نامیده می‌شوند. متن آلمانی این آثار و بسیاری از نوشته‌های دیگر کافکا را در وبگاه پروژهٔ کافکا بیابید.

## به فارسی
بسیاری از آثار کافکا به زبان فارسی درآمده‌اند. از جمله آنها برگردان‌های صادق هدایت، امیرجلال‌الدین اعلم، حسن قائمیان و  فرزانه طاهری بر مسخ و گروه محکومان و گراکوس شکارچی و برگردان امیرجلال‌الدین اعلم از قصر و همچنین برگردان همه آثار کافکا توسط علی‌اصغر حداد در نشر ماهی هستند. همان‌طور که گفته شد، برگردان آثار کافکا بسیار دشوار و در بعضی موارد غیرممکن می‌نمایند؛ به همین خاطر، بسیاری از برگردان‌های فارسی آثار کافکا راضی نیستند.

## نوشته‌ها

### رمان‌ها
| عنوان                                | عنوان اصلی آلمانی                  | برگردان‌های مشهور فارسی | روی جلد چاپ اول |
| ------------------------------------ | ---------------------------------- | ---------------------- | --------------- |
| محاکمه                               | Der Process (۱۹۲۵)                 | امیرجلال‌الدین اعلم     |                 |
| قصر                                  | Das Schloss (۱۹۲۶)                 | امیرجلال‌الدین اعلم     |                 |
| آمریکا با نام دیگر مردی که ناپدید شد | Amerika or Der Verschollene (۱۹۲۷) | علی‌اصغر حداد           |                 |

### دیگر نوشته‌ها
| عنوان                  | مجموعهٔ داستان‌ها | برگرداننده(ها)                      |
| ---------------------- | --- | ----------------------------------- |
| گروه محکومان           | - | حسن قائمیان                         |
| مسخ                    | - مسخ - گراکوس شکارچی - مهمان مردگان - شمشیر - در کنیسهٔ ما | صادق هدایت                          |
| مجموعهٔ داستان‌ها        | - جلوی قانون - پیام امپراتور - وصف یک پیکار - ابراهیم - بهشت - ساخت معبد - آمدن مسیح - پلنگ‌ها در معبد - نگهبان کور - پزشک دهکده - پژوهش‌های یک سگ - نقاب برداشتن از چهرهٔ یک کلاهبردار - گردش ناگهانی - تصمیم‌ها - گشت و گذار در کوهسار - نگاهی پرت از پنجره - راه خانه - رهگذران - تأملاتی برای آقایان سوارکار - پنجره رو به خیابان - درخت‌ها - خواب - در جایگاه بالائی سیرک - نوشته‌ای کهن - حیوان دورگه - نشان شهر - مسئلهٔ قوانینمان - پزشک دهکده - کرکس - بازگشت به خانه - نخستین اندوه - ... | امیر جلال الدین اعلم، علی اصغر حداد |
| نامه به پدر            | - | امیر جلال الدین اعلم، فرامرز بهزاد  |
| جلوی قانون             | - جلوی قانون - شغال و عرب | صادق هدایت                          |
| دفتر یادداشت‌های روزانه | - | بهرام مقدادی                        |
| مسخ                    | - | فرزانه طاهری                        |